# Vexillum filistriatum
Vexillum filistriatum là một loài ốc biển nhỏ, là động vật thân mềm chân bụng sống ở biển trong họ Costellariidae.